# Hypochaeris scorzonerae
La renca (Hypochaeris scorzonerae) es una especie de planta herbácea perteneciente a la familia de las asteráceas. Es endémica de Chile.

## Descripción
Es una planta herbácea perenne, hemicriptófita. Mide entre 30 a 40 cm de altura. Posee hojas de 20 a 30 cm de largo, oblongo-lanceoladas, dispuestas en roseta y dentadas de forma irregular. Sus flores son color amarillo brillante y liguladas. Sus frutos son cipselas con vilano de color blanco.

## Distribución y hábitat
La renca se encuentra preferentemente en suelos arenosos y húmedos. Es una planta endémica de Chile, que se distribuye entre las regiones de Atacama y O'Higgins, siendo más frecuente entre Coquimbo y Valparaíso.

## Taxonomía
Hypochaeris scorzonerae fue descrita por Ferdinand von Mueller y publicada en Select Plants 107. 1872
Etimología
Hypochaeris: nombre genérico que deriva del griego antiguo hypo 'bajo, inferior' y koiros 'puerco', en relación con el consumo de sus raíces por los puercos.
scorzonerae: epíteto que significa 'semejante a la escorzonera', proveniente del italiano scorza 'corteza' y nera 'negra', por el color de sus raíces.
Sinonimia
- Achyrophorus chrysanthus DC.
- Achyrophorus gayii Sch.Bip.
- Achyrophorus scorzonerae DC.
- Hypochaeris chrysantha Poepp. ex DC.
- Hypochoeris grandidentata Phil.
- Oreophila taraxacoides D.Don
- Seriola taraxacoides Hook. & Arn.[6]

## Nombres comunes
- Renca, hierba del chancho.